# Арун Прасад, Сабраманиан
Сабраманиан Арун Прасад (там. அருண் பிரசாத் சுப்பிரமணியன்; род. 21 апреля 1988, Салем, Тамилнад) — индийский шахматист, гроссмейстер (2008). Чемпион Азии в двух возрастных категориях среди юношей, бронзовый призёр командного чемпионата мира в составе сборной Индии.

## Основные достижения
В юношеских соревнованиях стал чемпионом Азии в младшей юношеской возрастной категории в апреле 2004 года и в возрастной категории до 16 лет в январе 2005 года (одновременно выполнив первую гроссмейстерскую норму).
Бронзовый призёр национального чемпионата Индии 2012 года (по дополнительным показателям, одинаковый результат по очкам с серебряным призёром Видитом Гуджрати и Дипом Сенгуптой). В том же году выиграл клубный чемпионат Индии в составе команды «Petroleum Sports Promotion Board».
В составе сборной Индии выступал с 2007 года. Участник командного чемпионата мира в 2010 году в Турции, бронзовый призёр на 5-й доске и в командном зачёте.

## Таблица результатов
| Год  | Город         | Турнир                                      | + | − | = | Результат | Место |
| ---- | ------------- | ------------------------------------------- | - | - | - | --------- | ----- |
| 2008 | Вишакхапатнам | 15-й командный чемпионат Азии (2-я сборная) | 1 | 2 | 3 | 2½ из 6   |       |
| 2009 | Эдинбург      | Открытый чемпионат Шотландии                |   |   |   | из        | 1     |
| 2010 | Бурса         | Командный чемпионат мира                    | 1 | 1 | 3 | 2½ из 5   | 3 3   |
| 2011 | Париж         | Открытый чемпионат Парижа                   |   |   |   | 7 из 9    | 1     |
| 2015 | Вашингтон     | Международный турнир                        |   |   |   | 6½ из 9   | 2—3   |

## Изменения рейтинга
| Графики недоступны из-за технических проблем. См. информацию на Фабрикаторе и на mediawiki.org. |